# Nurosaurus

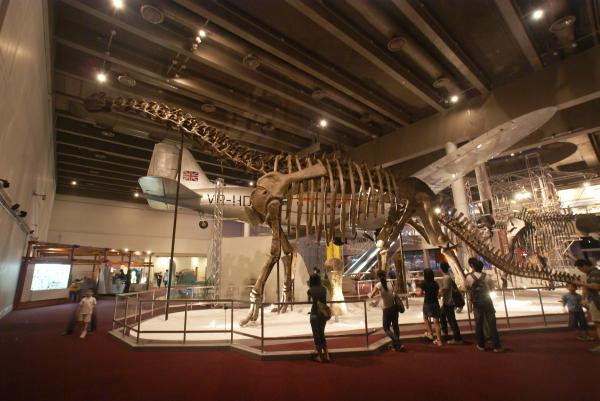
"Nuoerosaurus chaganensis" come mostrato nello Science Museum, Hong Kong.

Nurosaurus (leggi come è scritto, significante "lucertola Nur") è il nome informale per un genere di dinosauro sauropode  del Cretaceo della Mongolia interna, in Cina. La specie meglio conservata, attualmente, è la Qaganensis talvolta denominata anche Chaganensis.
È conosciuto grazie ad uno scheletro parziale che è stato visto spesso nelle esibizioni itineranti, spesso sotto vari ed errati nomi. Il "Nurosaurus" ha una lunghezza di 25 m (80 piedi), un'altezza di 8 metri (25 piedi), ed un peso di 22.7 tonnellate (25 nella misura anglosassone di tonnellate). La denominazione binomia proposta è "Nurosaurus qaganensis" (Dong, 1992).

## Posizione
Il Nurosaurus è stato uno dei più grandi erbivori cinesi a collo lungo, e potrebbe essere in relazione con il nordamericano Camarasaurus.  Questa considerazione viene fatta poiché il"Nurosaurus" ha simile testa e forma del corpo. Le fotografie mostrano anche che doveva avere simili spina neurale sulle vertebre del dorso.

## Errori di denominazione
Sono conosciute molte varianti del suo nome. La più comune è Nuoerosaurus (Dong e Li, 1991). Il fossile è stato anche trasportato, presentandolo con questo nome, in alcune mostre itineranti nel Nord America. La pronuncia ufficiale non sarà conosciuta fino a quando non sarà ben definita.